# Cos de Castellers de Ballets de Catalunya
El Cos de Castellers de Ballets de Catalunya va ser una colla castellera de Barcelona fundada el 1958 i dissolta el 1963. Actuà amb camisa de color vermell, un color tradicional que llavors moltes altres colles també portaven. És considerada predecessora dels Castellers de Barcelona. Fou la segona colla de la història de la ciutat de Barcelona després dels desapareguts Xiquets de Gràcia que havien actuat en el darrer quart del segle xix i principi del segle xx.
Els fundadors de la colla foren els vilafranquins Ramon Sala i Miralles (antic cap de colla dels Castellers de Vilafranca i cap de colla de la colla naixent) i Josep Durich, pare i fill, així com el vallenc Pere Català i Roca. La colla es formà a final de 1958, després d'una diada de la Mercè en què havien actuat els Nens del Vendrell, i d'una reunió celebrada el 6 d'octubre de 1958 al Palau del Marquès de Llo per preparar el naixement d'una nova colla a Barcelona. La dificultat per crear una colla castellera en aquella època va fer que aquesta es formés dins l'agrupació folklòrica Ballets de Catalunya, creant la secció de castellers.
Els quaranta membres inicials de la colla van començar a assajar i fer petites actuacions vers la fi de 1958. Es van presentar oficialment l'1 de març de 1959 a la plaça de Sant Jaume, realitzant un 3 de 5 net, un 4 de 5 net, un 2 de 5 i dos pilars de 4 simultanis. Durant aquell any realitzaren diverses actuacions de cinc pisos, i completaren un 3 de 6 en una actuació al Poble Espanyol. El 30 d'agost de 1963, després d'actuar per la inauguració del Monument als castellers de Vilafranca del Penedès, la colla es dissolgué. Tanmateix, aquesta colla va ser l'embrió dels Castellers de Barcelona que es fundaren sis anys més tard.